# 塔德乌什·希卢萨尔斯基
塔德乌什·希卢萨尔斯基（波蘭語：Tadeusz Ślusarski，1950年5月19日—），波兰男子田径运动员。他曾代表波兰参加1972年、1976年和1980年夏季奥林匹克运动会田径比赛，共获得一枚金牌和一枚银牌。